# مسجد جامع گوگان
مسجد جامع گوگان مربوط به دوره قاجار است و در شهرستان آذرشهر، بخش گوگان، شهر گوگان، میدان نماز واقع شده و این اثر در تاریخ ۱۸ اسفند ۱۳۸۷ با شمارهٔ ثبت ۲۵۱۸۴ به‌عنوان یکی از آثار ملی ایران به ثبت رسیده است.